# Blang Keumuhang
Blang Keumuhang is een bestuurslaag in het regentschap Aceh Timur van de provincie Atjeh, Indonesië. Blang Keumuhang telt 168 inwoners (volkstelling 2010).